# یوناتاس دومینگوئز
یوناتاس دومینگوئز (به پرتغالی: Jônatas Domingos) هافبک، هافبک اهل برزیل است که در شهر فورتالزا و در تاریخ ۲۹ ژوئیهٔ ۱۹۸۲ به دنیا آمده‌است.
یوناتاس دومینگوئز در تیم‌های فوتبال فلامینگو سابقهٔ حضور دارد.